# 日本式ストライキ
日本式ストライキ（にほんしきストライキ、スペイン語: huelga a la japonesaまたはhuelga japonesa）とは、スペインや一部のラテンアメリカ諸国に見られる、日本の産業に関する都市伝説の一つである。
伝説によれば、日本ではストライキの際、闘争手段として普段よりも余計に働くのだという。これにより生産量が増加すると、余剰在庫の発生により保管にかかる費用が増加し、雇用側に打撃を与える。さらにこの方法によれば通常のストライキとは異なり、労働者への給与は支払わなければならない。こうした伝説が拡散した背景として、日本の労働者は会社への忠誠心が高い、と多くの国で信じられていることが挙げられる。
実際には日本でこのようなストライキは行われておらず、通常のストライキや遵法闘争などが闘争手段として用いられる。